# State/Lake (métro de Chicago)
State/Lake est une station du métro de Chicago sur le nord du Loop. Il s'agit d'une des plus grandes stations du métro de Chicago, cinq lignes s'y croisent.
La station a été utilisée pour les scènes d'extérieur dans le film de 1995 L'Amour à tout prix avec Sandra Bullock et Bill Pullman.

## Historique
State/Lake fut ouverte le 22 septembre 1895 sur le tronçon de la Lake Street Elevated qui devint plus tard le côté nord de l'Union Loop. Elle a conservé sa forme et ses matériaux d’origine, son utilisation, contrairement à d’autres stations n'a jamais été remise en cause.

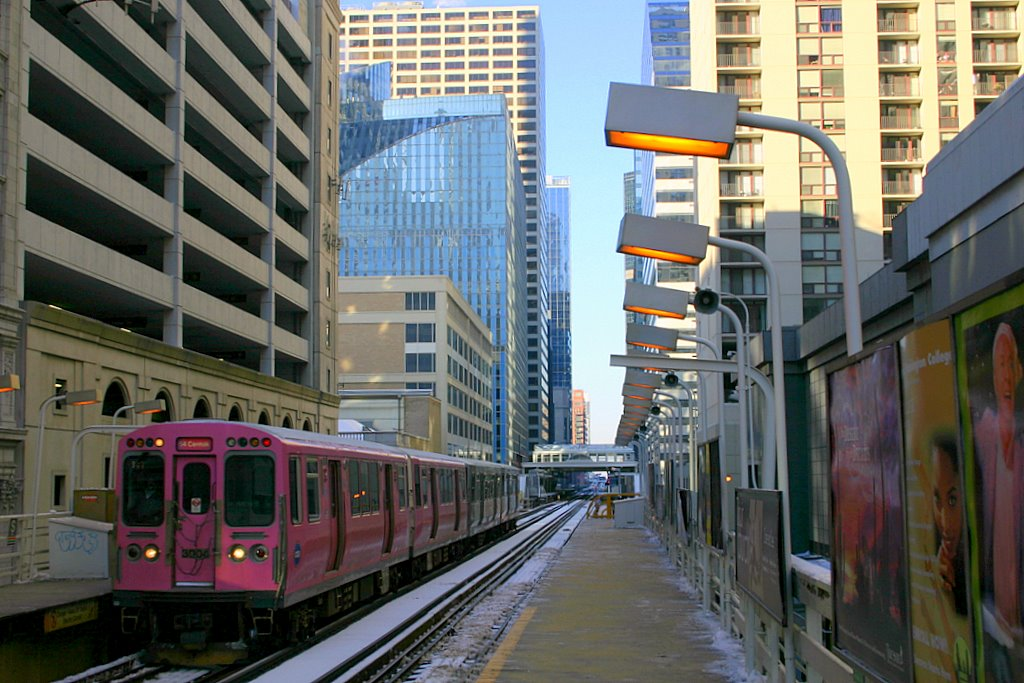
Rame rose pour l'ouverture de la ligne rose en 2006.

C'est la dernière station de la Lake Street Elevated à être restée telle qu’elle était à son ouverture, Clark/Lake a été reconstruite au début des années 1990 tandis que la station Fifth/Lake fut démolie quatre ans après son ouverture (1895-1899) pour permettre l’ouverture de la ligne de la Northwestern Elevated.
La station reçut le premier escalator du Loop sur le réseau en décembre 1966 mais il fut retiré en 1990.
La façade de State/Lake a été "modernisée" avec l'installation d'un mur-rideau le long des quais en 1968 afin de limiter le bruit pour les bâtiments voisins.
Aujourd'hui, l'enveloppe extérieure de State/Lake demeure mais les salles de guichets de son ouverture ont été vidées afin de faire place à un mobilier plus récent et fonctionnel ce qui est regrettable compte tenu de la rénovation des rues alentour et du Chicago Theatre sous leur forme originale.

## Dessertes
La station est desservie par la ligne brune dans le sens inverse des aiguilles d’une montre sur la voie extérieure du Loop et par les lignes mauve (en heure de pointe), orange, rose dans le sens horaire sur la voie intérieure du Loop et la ligne verte circulant dans les deux sens. Une correspondance y est également possible par la voirie vers la ligne rouge à la station Lake dans le State Street Subway.
Elle se trouve à proximité du Chicago Theatre et du Gene Siskel Film Center.

| Nord/Ouest                             |  |                                    |  | Sud/Est                                             |
| -------------------------------------- |  | ---------------------------------- |  | --------------------------------------------------- |
| Clark/Lake vers Kimball via Clark/Lake |  | ligne brune                        |  | Washington/Wabash                                   |
| Clark/Lake vers Harlem/Lake            |  | ligne verte                        |  | Washington/Wabash vers Cottage Grove / Ashland/63rd |
| Clark/Lake                             |  | ligne orange                       |  | Washington/Wabash vers Midway                       |
| Clark/Lake                             |  | ligne rose                         |  | Washington/Wabash vers 54th/Cermak                  |
| Clark/Lake                             |  | ligne mauve (heures de pointe) (d) |  | Washington/Wabash vers Linden                       |
| modifier sur Wikidata                  |  |                                    |  |                                                     |

## Rénovation

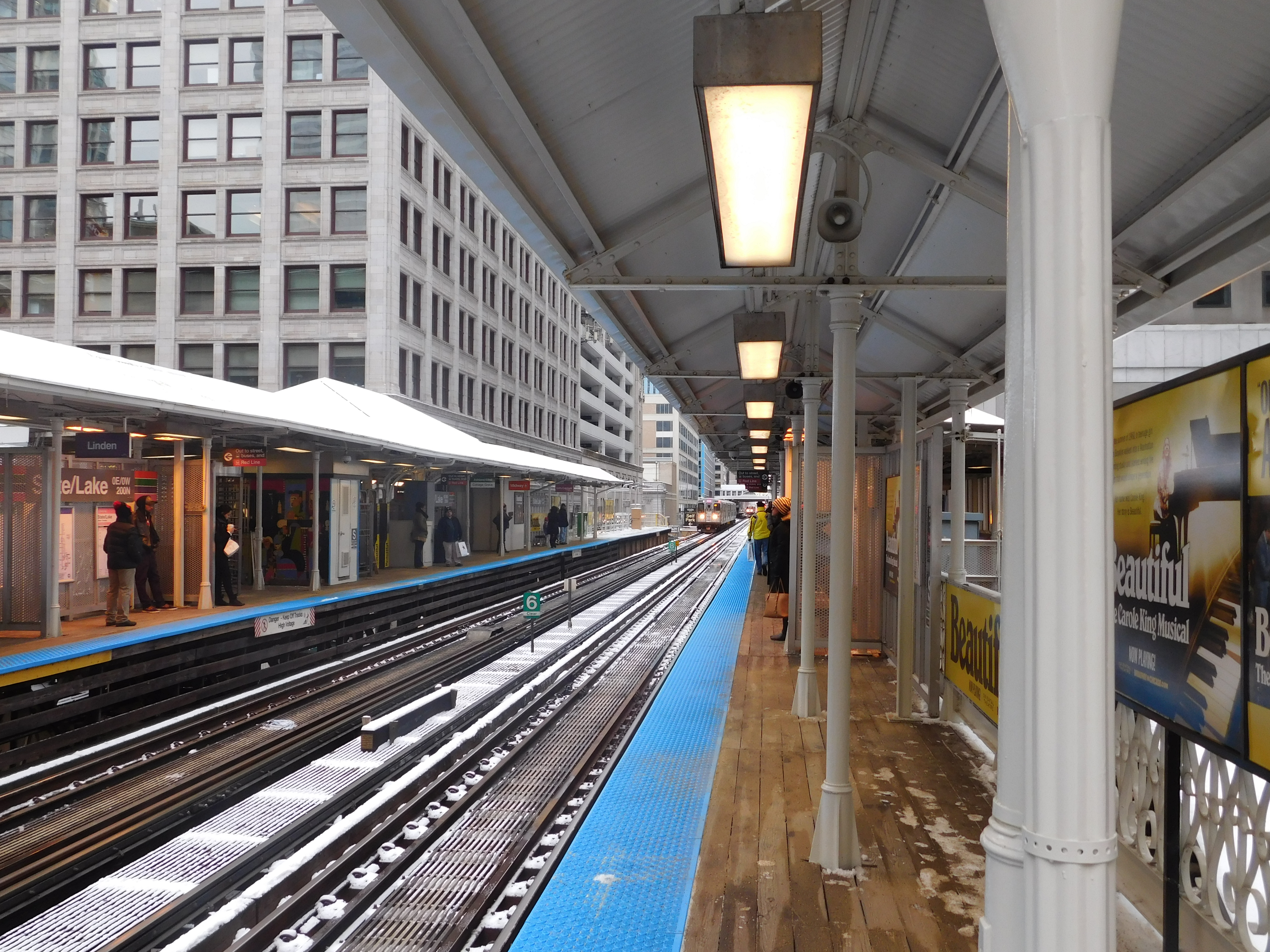
La station State/Lake après rénovation

Au début des années 2000, la ville de Chicago a lancé un grand projet de rénovation de la station State/Lake sur le modèle de Clark/Lake en y englobant un bâtiment permettant le transfert direct (sans passer par la voirie) entre le Loop et la station souterraine de Lake dans le State Street Subway où roule la ligne rouge. Les plans sont toujours à l’étude et aucun travail ne devrait débuter avant 2017 au plus tôt, la priorité étant donnée à d'autres chantiers. Le projet fait face à de nombreux contestataires qui estiment que la  perte de cette station représenterait une perte architecturale pour Chicago et pour l’histoire du ‘L’ en général.

## Correspondances
Avec les bus de la Chicago Transit Authority :
- #2 Hyde Park Express
- #6 Jackson Park Express
- #10 Museum of Science and Industry
- #29 State
- #36 Broadway
- #62 Archer
- #144 Marine/Michigan Express
- #145 Wilson/Michigan Express
- #146 Inner Drive/Michigan Express
- #148 Clarendon/Michigan Express